# Јарно Трули
Јарно Трули (итал. Jarno Trulli; 13. јул 1974, Пескара), италијански је аутомобилиста и возач Формуле 1 у периоду од 1997. до 2011.

## Каријера
У Формули 1 је од ВН Аустралије 1997. и од тада је одвозио преко 200 трка у овом такмичењу. Возио је за екипе: Минарди (1997), Прост (1997—1999), Џордан Ф1 (2000—2001), Рено (2002—2004) и Тојоту (2004.- данас). Најуспешнија сезона за њега је била 2004. када је као возач Рено а остварио своју прву победу и шесто место у генералном пласману. Познат је обожавалац вина. Сувласник је великих винограда у Италији, а има и сопствене винограде. Такође има и свој картинг тим „Trulli Kart“.